# هاردیستی
هاردیستی (به انگلیسی: Hardisty) یک منطقهٔ مسکونی در کانادا است که در آلبرتا واقع شده‌است. هاردیستی ۵۵۴ نفر جمعیت دارد و ۶۱۵ متر بالاتر از سطح دریا واقع شده‌است.